# Муниципалитет округа Оверберг
Муниципалитет округа Оверберг (африк. Overberg-distriksmunisipaliteit, коса uMasipala weSithili sase Overberg) — окружной муниципалитет района Оверберг в Западно-Капской провинции провинции ЮАР. Он разделен на четыре местных муниципалитета и включает в себя крупные города Грабоу, Каледон, Херманус, Бредасдорп и Свеллендам. Площадь муниципалитета составляет 12 241 км². На 2022 год население составляло 359 446 человек. Административным центром округа является город Бредасдорп.

## География
Муниципалитет округа Оверберг занимает 12 241 км² и располагается к юго-востоку от Кейптауна. Он простирается от Готтентоты Голландских гор на западе до устья реки Бриде на востоке и до гор Ривьерсондеренд на севере. Он включает мыс Игольный, самую южную точку Африки, и имеет выход как к Атлантическому, так и к Индийскому океанам.
Округ Оверберг разделен на четыре местных муниципалитета.

## Демография
Бредасдорп, расположенный в районе мыса Игольный, является административным центром округа Оверберг.
В 2022 году население округа составляло 359 446 человек, при этом Тиватерсклуф и Оферстранд имели большую,
а Кейп-Агалас и Свеллендам имели меньшую численность населения в регионе. Средний
прирост населения в этом регионе оценивается в умеренные 1,7 процента в период с 2022 по 2027 год.
Более пристальный взгляд на гендерный состав округа Оверберг показывает незначительно большее представительство
женщин (50,8%) по сравнению с мужчинами (49,2%).
Возрастное распределение показывает высокую
долю людей в категории трудоспособного возраста (69,3%), с меньшими группами детей
(20,4%) и пожилых людей (10,4%). Доля населения трудоспособного возраста представляется
относительно стабильной, поскольку коэффициент зависимости остается неизменным в период с 2023 по 2024 год.
В округе население в основном состоит из цветных людей (47,1%),
за которыми следуют значительные проценты чернокожих африканцев (30,7%) и белых (20,5%).